# Yūto Misao
Yūto Misao (jap. 三竿 雄斗, Misao Yūto; * 16. April 1991 in Musashino, Präfektur Tokio) ist ein japanischer Fußballspieler.
Yūto Misao ist der Bruder von Kento Misao.

## Karriere
Yūto Misao erlernte das Fußballspielen in den Jugendmannschaften von Ontario Glen Shields FC, Yokogawa Musashino FC und Tokyo Verdy sowie in der Universitätsmannschaft der Waseda-Universität. Von Mai 2013 bis Januar 2014 wurde er von der Universität an den Erstligisten Shonan Bellmare ausgeliehen. Nach Leihende, und dem Abstieg des Vereins in die zweite Liga, wurde er von Bellmare fest verpflichtet. Mit dem Verein aus Hiratsuka, einer Hafenstadt in der Präfektur Kanagawa, wurde er 2014 Meister der zweiten Liga und stieg direkt wieder in die erste Liga auf. 2016 musste der Verein wieder den Weg in die zweite Liga antreten. Nach dem Abstieg verließ er den Verein und schloss sich 2017 dem Kashima Antlers aus Kashima an. 2017 wurde er mit den Antlers Vizemeister. Im Spiel um den japanischen Supercup gewannen die Antlers mit 3:2 gegen die Urawa Red Diamonds. Im darauffolgenden Jahr wurde er Club Sieger der AFC Champions League. Hier kam er jedoch nicht zum Einsatz. Nach nur drei Einsätzen in Kashima unterschrieb er Anfang 2020 einen Vertrag beim Ligakonkurrenten Ōita Trinita in Ōita.  Am Saisonende 2021 belegte er mit Ōita den achtzehnten Tabellenplatz und musste in zweite Liga absteigen. Mit Ōita spielte er noch eine Saison in der zweiten Liga. Nach 139 Ligaspielen verließ er den Verein und wechselte zum Erstligisten Kyōto Sanga. Hier stand er zwei Spielzeiten unter Vertrag und bestritt 26 Ligaspiele. Im Januar 2025 zog es ihn nach Australien. Hier unterschrieb er in Perth einen Vertrag beim Erstligisten Perth Glory.

## Erfolge
Shonan Bellmare
- Japanischer Zweitligameister: 2014  ▲

Kashima Antlers
- Japanischer Vizemeister: 2017
- Japanischer Supercup-Sieger: 2017
- AFC-Champions-League-Sieger: 2018